# Spilosoma eldorado
Spilosoma eldorado är en fjärilsart som beskrevs av Rothschild 1910. Spilosoma eldorado ingår i släktet Spilosoma och familjen björnspinnare. Inga underarter finns listade i Catalogue of Life.